# Govern de Catalunya 2003-2006
El govern de la Generalitat de Catalunya en el període 2003-2006, correspon a la VII legislatura del període democràtic.

## Cronologia
Després de les eleccions del 16 de novembre de 2003 es produeix un acord per formar un Govern Catalanista i d'Esquerres entre el Partit dels Socialistes de Catalunya-Ciutadans pel Canvi (PSC-CpC), Esquerra Republicana de Catalunya (ERC) i Iniciativa per Catalunya Verds-Esquerra Unida i Alternativa (ICV-EUiA).

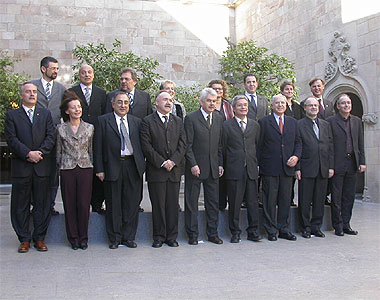
Govern inicial, desembre de 2003.

Així, el 14 de desembre de 2003 els màxims dirigents de les tres formacions signaren l'acord conegut com a «Pacte del Tinell» (en referència al lloc on es va signar, el Saló del Tinell del Palau Reial de Barcelona), del qual sorgí un govern presidit pel socialista Pasqual Maragall i format per 16 consellers i conselleres (8 del PSC-CpC, 6 d'ERC i 2 d'ICV-EUiA).
El govern, conegut com el "tripartit", va tenir una vida molt agitada, marcada pel procés d'elaboració del nou Estatut i sotmès a diverses crisis de govern i polèmiques múltiples que, en certa manera, en van amagar la gestió diària.
El gener de 2004, el Conseller Primer, Josep Lluís Carod Rovira, viatjà a Perpinyà per dialogar amb representants d'ETA, quan estava com a President en funcions. Aquesta visita provoca una crisi política amb ressonància a tot l'estat espanyol i acaba amb la dimissió del Conseller Primer. El President Maragall manté a Carod Rovira com a Conseller sense competències dins del govern fins al 27 de gener de 2004, moment en què abandona definitivament el govern. Josep Bargalló és nomenat nou Conseller Primer el 20 de febrer del mateix any.
El 2004 es va iniciar una sequera a Catalunya causada per una combinació de factors climàtics, com ara una disminució de les precipitacions i un augment de la temperatura. Va afectar tot Catalunya, especialment la zona del litoral i la prelitoral. Segons dades del Servei Meteorològic de Catalunya, les precipitacions del 2006 van ser un 27,6 per cent inferiors a la mitjana anual del període 1961-1990.

### Primera remodelació del govern

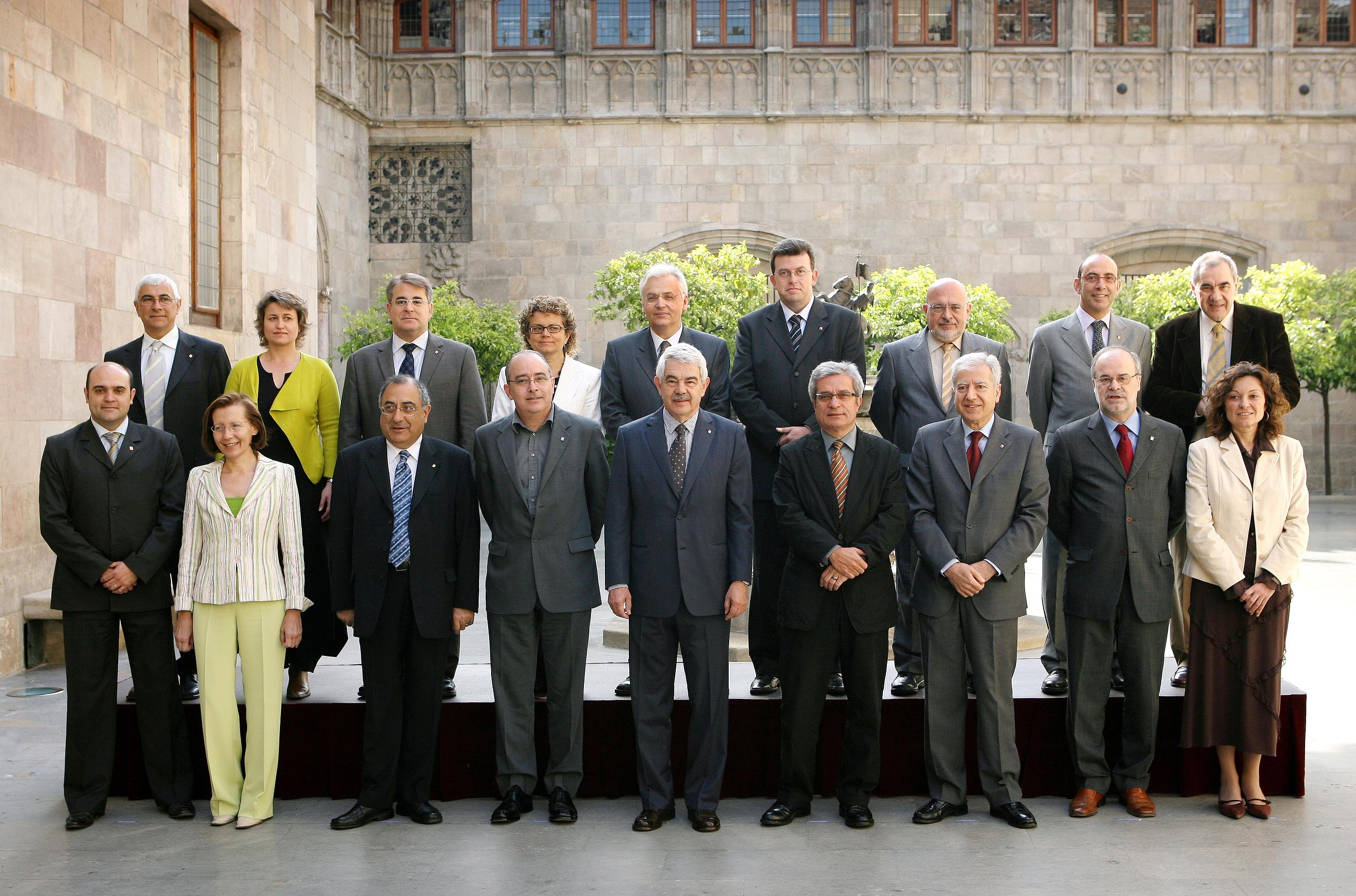
Remodelació d'abril de 2006.

En desembre de 2005, el president decideix fer una remodelació del govern canviant algun conseller. La pressió de tots els partits que formaven el tripartit ajorna la decisió, amb el consegüent malestar i tensió dins del govern. Finalment, el 20 d'abril de 2006 es produeix el canvi previst que afecta a 6 conselleries.

### Segona remodelació del govern

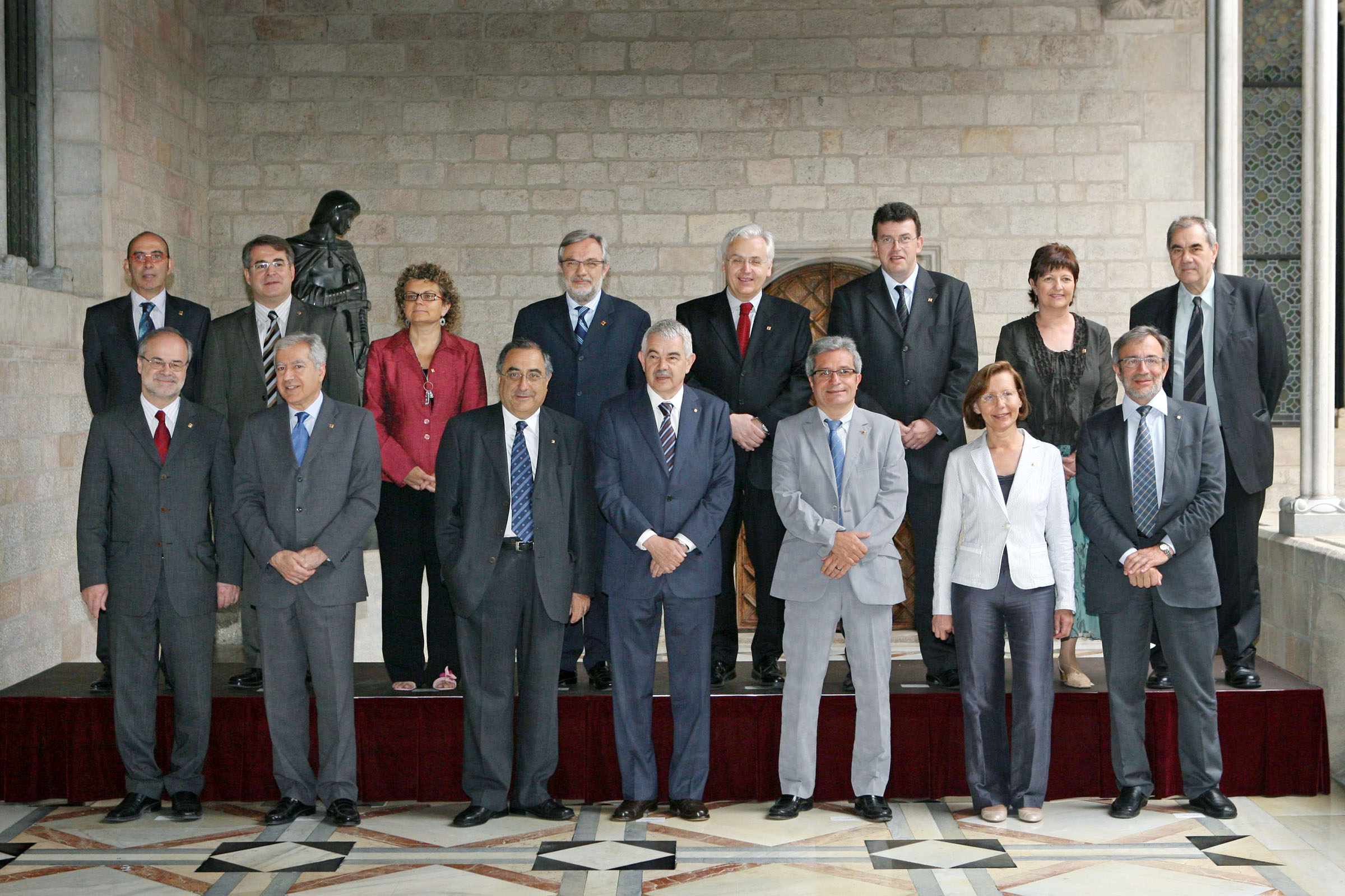
Remodelació de maig de 2006.

L'11 de maig de 2006, arran de l'anunci d'ERC que la formació demanaria el vot negatiu en el referèndum sobre el nou Estatut, el president Pasqual Maragall va decidir, sense consultar-ho amb els seus socis de govern, expulsar els consellers i conselleres d'ERC del Govern. Aquest fet va suposar el pas d'ERC a l'oposició, així com fortes crítiques d'ICV-EUiA, formació que es va negar a gestionar cap de les conselleries vacants i que va condicionar el seu suport a Maragall al fet que aquest convoqués eleccions anticipades després de la realització del referèndum estatutari.
A més de la substitució dels consellers, aquesta canvi de govern, comporta les següentes modificacions en l'estructura de govern:
- Desapareix la figura del Conseller Primer i Joaquim Nadal assumeix les funcions de conseller de Presidència.
- Es divideix la conselleria d'Universitats, Recerca i Societat de la Informació, integrant-se les funcions d'universitats i recerca en la conselleria d'Educació. Les competències de societat de la informació s'integren a Presidència.
- Les competències de Comerç, Consum i Turisme són assumides per la conselleria d'Economia.

Pasqual Maragall anuncia que avançarà les eleccions a la tardor, sense especificar data i, el 21 de juny de 2006, poc després del referèndum sobre la reforma de nou estatut d'autonomia, anuncia que no es presentarà a les pròximes eleccions catalanes.
El 8 de setembre es va dissoldre el Parlament de Catalunya i es convoquen les eleccions per a l'1 de novembre de 2006.

## Estructura de govern
| President: Pasqual Maragall i Mira (PSC) |

| Departament                                       | Titulars                                                          | Titulars                                                          | Titulars                                                                       |
| ------------------------------------------------- | ----------------------------------------------------------------- | ----------------------------------------------------------------- | ------------------------------------------------------------------------------ |
| Departament                                       | 20 de desembre de 2003                                            | 20 d'abril de 2006                                                | 13 de maig de 2006                                                             |
| Presidència i Conseller Primer                    | Josep Lluís Carod Rovira (ERC) (fins a 27-01-2004)                |                                                                   |                                                                                |
| Presidència i Conseller Primer                    | Josep Bargalló i Valls (ERC) (des de 20-2-2004 fins a 11-05-2006) | Josep Bargalló i Valls (ERC) (des de 20-2-2004 fins a 11-05-2006) | Desapareix la figura de Conseller Primer                                       |
| Presidència i Portaveu                            |                                                                   |                                                                   | Joaquim Nadal (PSC)                                                            |
| Relacions Institucionals i Participació           | Joan Saura i Laporta (ICV)                                        | Joan Saura i Laporta (ICV)                                        | Joan Saura i Laporta (ICV)                                                     |
| Justícia                                          | Josep Maria Vallès i Casadevall (CPC)                             | Josep Maria Vallès i Casadevall (CPC)                             | Josep Maria Vallès i Casadevall (CPC)                                          |
| Governació i Administracions Públiques            | Joan Carretero i Grau (ERC)                                       | Xavier Vendrell i Segura (ERC)                                    | Xavier Sabaté i Ibarz (PSC)                                                    |
| Interior                                          | Montserrat Tura i Camafreita (PSC)                                | Montserrat Tura i Camafreita (PSC)                                | Montserrat Tura i Camafreita (PSC)                                             |
| Economia i Finances                               | Antoni Castells i Oliveres (PSC)                                  | Antoni Castells i Oliveres (PSC)                                  | Antoni Castells i Oliveres (PSC)                                               |
| Comerç, Turisme i Consum                          | Pere Esteve i Abad (ERC) (fins a 15-10-2004)                      |                                                                   |                                                                                |
| Comerç, Turisme i Consum                          | Josep Huguet i Biosca (ERC) (des de 15-10-2004 fins a 11-05-2006) | Josep Huguet i Biosca (ERC) (des de 15-10-2004 fins a 11-05-2006) | Integrat amb Economia i Finances                                               |
| Treball i Indústria                               | Josep Maria Rañé i Blasco (PSC)                                   | Jordi Valls i Riera (PSC)                                         | Jordi Valls i Riera (PSC)                                                      |
| Salut                                             | Marina Geli i Fàbrega (PSC)                                       | Marina Geli i Fàbrega (PSC)                                       | Marina Geli i Fàbrega (PSC)                                                    |
| Educació                                          | Josep Bargalló i Valls (ERC) (fins a 27-01-2004)                  |                                                                   |                                                                                |
| Educació                                          | Marta Cid i Pañella (ERC) (des de 20-2-2004 fins a 11-05-2006)    |                                                                   |                                                                                |
| Educació i Universitats                           |                                                                   |                                                                   | Joan Manuel del Pozo i Àlvarez (PSC)                                           |
| Universitats, Recerca i Societat de la Informació | Carles Solà i Ferrando (ERC)                                      | Manel Balcells i Díaz (ERC)                                       | Universitats i Recerca --> Educació. Societat de la Informació --> Presidència |
| Cultura                                           | Caterina Mieras i Barceló (PSC)                                   | Ferran Mascarell i Canalda (PSC)                                  | Ferran Mascarell i Canalda (PSC)                                               |
| Benestar i Família                                | Anna Simó (ERC)                                                   | Anna Simó (ERC)                                                   | Carme Figueras i Siñol (PSC)                                                   |
| Política Territorial i Obres Públiques            | Joaquim Nadal i Farreras (PSC)                                    | Joaquim Nadal i Farreras (PSC)                                    | Joaquim Nadal i Farreras (PSC)                                                 |
| Agricultura, Ramaderia i Pesca                    | Antoni Siurana (PSC)                                              | Jordi William Carnes i Ayats (PSC)                                | Jordi William Carnes i Ayats (PSC)                                             |
| Medi Ambient i Habitatge                          | Salvador Milà i Solsona (ICV)                                     | Francesc Baltasar i Albesa (ICV)                                  | Francesc Baltasar i Albesa (ICV)                                               |